# Pilares
Pilares é um bairro da Zona Norte do município do Rio de Janeiro.
Seu IDH, no ano 2000, era de 0,831, o 68º melhor do município do Rio de Janeiro.
Além de estar próximo ao bairro do Méier e de Madureira, vocacionalmente mercantis, é ainda atendido pelo Norte Shopping (Rio de Janeiro), o segundo maior shopping center do Rio de Janeiro, que se localiza no bairro vizinho, e uma variedade razoável de segmentos comerciais, tendo um centro comercial movimentado junto ao Largo dos Pilares e Avenida João Ribeiro.
Um dos pontos atrativos do bairro é a escola de samba Caprichosos de Pilares, situada, peculiarmente, sob o viaduto Cristóvão Colombo. Também fica situado no bairro a escola de samba Difícil é o Nome, na esquina entre a Avenida Dom Hélder Câmara e a Rua Francisca Vidal. O bairro faz divisa com Inhaúma, Abolição, Piedade, Engenho de Dentro, Engenho da Rainha e Tomás Coelho.
No bairro há também esta situado uma parte da comunidade do Morro do Urubu, que se encontra na divisa do bairro.

## História
A área do bairro de Pilares fazia parte da freguesia de São Tiago de Inhaúma, criada pelo Padre Custódio Coelho. Nela foram instaladas duas grandes fazendas: a Quinta de Sant’ana e a do Capão, esta última pertencente ao Bispo José Joaquim Justiniano Castelo Branco e a primeira a João Barbosa Sá Freire. O Bispo Castelo Branco tornou-se proprietário das duas fazendas, doando-as posteriormente a parentes. Em 1873, as fazendas pertenciam a Francisca Carolina de Mendonça Zieze e seu genro Gaspar Augusto Nascente Zieze, doadores do terreno no qual a Irmandade de São Benedito dos Pilares levantaria a sua capela, remodelada mais tarde pelo Padre José Corrêa e atual Paróquia de São Benedito.
Existem duas versões para o nome do bairro. Na primeira, o nome derivaria da “Venda dos Pilares”, devido a adornos de pedra destacados na edificação. A segunda surgiu na época da família real no Brasil, onde no seu largo havia pequenos pilares em volta de uma fonte de água. Os pilares eram para amarrar os cavalos, a fim deles beberem água da referida fonte. O Largo dos Pilares era uma das paradas do caminho real de Santa Cruz, onde hoje existe a Avenida Dom Hélder Câmara, antiga Avenida Suburbana.
No Largo de Pilares, como ainda é hoje denominado, havia o entroncamento de três vias muito importantes para o escoamento das mercadorias vindas de Minas Gerais, de São Paulo e do interior do município (como Jacarepaguá): eram a Estrada Real de Santa Cruz (atual Avenida Dom Hélder Câmara), Estrada da Praia de Inhaúma (hoje Rua Alvaro de Miranda) e Estrada Nova da Pavuna (Av. João Ribeiro), que ia até o porto da Pavuna. Esta estrada era um novo caminho para Pavuna, mas ia pelo interior, enquanto a Estrada Velha da Pavuna seguia mais perto da linha dos portos. Ainda hoje há marcos: na rua Otacílio Nunes há o Estabulo Santa Cecilia.
Os rios Faria e Faleiro cortam o bairro, e, entre eles, surgiram os primeiros arruamentos: as ruas Francisca Zieze, Glaziou, Gaspar, Francisca Vidal, Jacinto Rebelo, Casimiro de Abreu, entre outras. 
Com a implantação da Estrada de Ferro Melhoramentos do Brasil, depois Linha Auxiliar, foi inaugurada, em 1898, a estação Cintra Vidal, em homenagem ao professor Cintra Vidal, dono do primeiro colégio de toda essa região. Atualmente, a estação recebe a denominação de Cintra Vidal-Pilares e integra a Supervia. Havia, mais adiante, a estação Terra Nova – que dava nome a um trecho do bairro de Pilares -, inaugurada em 1905 e desativada na década de 1970, com acesso pela rua Luis de Castro.
Na década de 50 o bairro tinha um forte comércio, trazendo para lá pessoas de outras regiões do município. Existia grandes indústrias e um grande comércio no lugar, com isso surgiu a associação chamada Centro Comercial e Industria de Pilares, o CCIP, que, mais tarde, se tornaria um clube social. 
Pilares também tem uma estação de trem que vai de Belford Roxo a Central (centro) e diversas linhas de ônibus.
Em 1965, no governo Carlos Lacerda, foi inaugurado o Viaduto Cristóvão Colombo sobre a linha auxiliar, próximo a Cintra Vidal, ligando Pilares a Inhaúma. Em 1997, com a inauguração da via expressa Linha Amarela em elevado sobre a rua José dos Reis, o bairro de Pilares passou a ter acesso direto à Avenida Brasil e à Barra da Tijuca.
O comércio se concentra no Largo de Pilares e ao longo da avenida João Ribeiro. Destacam-se no bairro os conjuntos habitacionais, próximos a rua José dos Reis, o CCIP (Centro Comercial e Industrial de Pilares) e a comunidade de baixa renda do morro dos Urubus, elevação mais destacada da região, com 177 metros.
No carnaval, o bairro marca presença com as Escolas de Samba GRES Caprichosos de Pilares, fundada em 1949, nas cores azul e branco, por dissidentes da Unidos da Terra Nova e GRES Difícil é o Nome, fundada em 1973, nas cores vermelho e branco.
Em 1972, uma tragédia abalou os moradores do bairro da época: o desabamento do Supermercado Ideal. Houve 14 mortos e mais de 100 feridos. O motivo do desabamento, segundo laudos periciais, foi devido a falhas na construção. O supermercado havia sido inaugurado pouco mais de um mês antes do desabamento e, segundo relatos, a obra foi antecipada, sem pesar nas consequências. Ainda foi revelado que o supermercado estava funcionando sem o "Habite-se" e com um alvará provisório, com 90 dias de validade (venceria em fevereiro de 1973).

## Dados
O bairro de Pilares faz parte da região administrativa de Méier. Os bairros integrantes da região administrativa são: Abolição, Água Santa, Cachambi, Encantado, Engenho de Dentro, Engenho Novo, Jacaré, Lins de Vasconcelos, Méier, Piedade, Pilares, Riachuelo, Rocha, Sampaio, São Francisco Xavier e Todos os Santos.